# Northern soul
Northern soul is een van oorsprong Noord-Engelse beweging die draait om obscure Amerikaanse soulmuziek uit het midden van de jaren 60. De singles - ook wel stampers genoemd vanwege de Motown-achtige uptempo beat - werden opgenomen door relatief onbekende artiesten en in beperkte oplage uitgegeven door kleine regionale labels. Northern soul was op z'n populairst in de jaren 70 en beïnvloedde disco, hiphop en rave.

## Geschiedenis

### Oorsprong term
De term Northern soul werd in 1968 bedacht door de Londense journalist Dave Godin die tevens eigenaar was van de platenzaak Soul City; op deze manier wist zijn personeel dat de die-hard-fans uit het Noorden de oudere soulplaten verkozen boven de laatste r&b-hits die steeds meer de kant van de funk opgingen.

### Clubs
DeTwisted Wheel in Manchester begon in 1963 als eerste met zogenoemde Northern soul-allnighters; deze duurden meestal van 23:00 tot 07:30 uur. De Twisted Wheel werd een populaire uitgaansplek die echter ook berucht was, omdat er in in drugs werd gehandeld. Op last van de autoriteiten werd de Twisted Wheel in januari 1971 gesloten. De Golden Torch in Tunstall (goed voor 12,5000 leden) nam de fakkel over; er konden 500 man in, maar de drukstbezochte avond telde bijna het driedubbele. De Torch ging aan z'n eigen succes ten onder en sloot op 11 maart 1972 om dezelfde redenen als de Twisted Wheel. De club kreeg geen nieuwe vergunning en zou uiteindelijk afbranden.
De Wigan Casino, met 100,000 leden de grootste club, begon in september 1973 met allnighters, waar onder meer Russ Winstanley en Richard Searling tot de vaste dj's behoorden. De BBC maakte er opnamen voor de documentaire This England, die in 1977 werd uitgezonden. De Wigan Casino werd in 1978 door Billboard uitgeroepen tot beste discotheek ter wereld en begon een eigen platenlabel, waarop het singles en compilaties (her)uitbracht. De Blackpool Mecca werd beschouwd als de grote concurrent; Ian Levine en Colin Curtis draaiden er slechts tot 02:00 uur, waarna veel bezoekers richting de Wigan Casino trokken.

### Keerzijde van het succes
De populariteit van Northern Soul bereikte midden jaren 70 z'n hoogtepunt, maar tegelijkertijd begonnen de problemen; de dj's raakten uitverzameld en de scene verdeeld, omdat de twee grote clubs hun eigen koers gingen varen. De Wigan Casino draaide wat voor handen lag - veelal imitaties - om het tempo maar op peil te houden, terwijl de Blackpool Mecca op disco overstapte; in wezen een verdere ontwikkeling van Northern Soul. Andere clubs volgden dit voorbeeld, maar veel fans haakten teleurgesteld af; zij hoorden liever de oude stampers. Degenen die wel open stonden voor deze vernieuwingen begonnen de modern soul-beweging waarin platen met een eigentijdser geluid centraal staan. De Blackpool Mecca werd in 1980 gesloten en in 2009 gesloopt. De Wigan Casino ging nog even door en organiseerde op 16 mei 1981 voor de 500e keer een allnighter; een half jaar later ging deze club als laatste dicht, ondanks hevige protestacties. De Wigan Casino leeft voort als een met souvenirs behangen eetcafé in een winkelcentrum.

### Heropleving
Volgens de officiële lezing vormden de jaren 80 een dieptepunt in de geschiedenis van de Northern soul, maar mede dankzij de Modrevival van 1979 en de acid jazz-scene in de vroege jaren 90 leefde de belangstelling weer op. De veteranen haakten daar op in door platenlabels te beginnen waarop ze reissues en verzamelalbums uitbrachten. Met de  ouderwetse allnighters keerden ook de afgehaakte fans weer terug op de dansvloer.

## Artiesten
Door de Northern soul-avonden haalden sommige platen met terugwerkende kracht de Britse top 50 terwijl deze in Amerika vaak buiten de Billboard-lijst vielen. Zo scoorden The Tams in 1971 een nr. 1-hit met het zeven jaar oude Hey Girl Don't Bother Me en verschenen ze in Top of the Pops. In 1975 werd het drie jaar oude The Night van Frankie Valli & The Four Seasons opnieuw uitgebracht, nadat de Northern Soul-beweging het omarmde als disco avant-la-lettre.
Verder zijn er binnen en buiten het Verenigd Koninkrijk bands opgericht die covers en/of eigen werk spelen. In Nederland zijn dat The Originators die begin jaren 10 werden opgericht en plaatwerk hebben uitgebracht in wisselende bezettingen. De band treedt voornamelijk op in Duitsland en Frankrijk, vanwege de grotere belangstelling aldaar voor Northern Soul.

## Invloed op de media

### Videoclips
- Als opvolger van zijn hit A Girl Like You bracht zanger Edwyn Collins Keep On Burning uit; in de clip was het logo te zien van de Wigan Casino.

### Televisie
- In de serie Waterloo Road ging Grantly Budgen, leraar Engels, viraal op internet als Northern soulie.

### Films
- In Soulboy uit 2010 zoekt de 17-jarige Joe McCain via zijn vriendin aansluiting bij de Northern Soul-beweging.                 Huey Morgan, zanger van de Amerikaanse band Fun Lovin' Criminals, speelt een bijrol als platenwinkelbaas.
- In Northern Soul uit 2014 dromen twee jonge fabrieksarbeiders van een carrière als Northern Soul-dj's.                 Zangeres Lisa Stansfield speelt een bijrol als moeder.

### Theater
- Northern Soul is ook de titel van een toneelstuk uit 2012 waarin de onervaren danseres Vicotoria les krijgt van de experts.